# Побратався сокіл
«Побратався сокіл», також «Побратався сокіл з сизокрилим орлом» — українська серйозна та тужлива козацька пісня XVII століття. За визначенням кобзарів, «вулична» пісня, яка виконувалась співцями-музикантами в XVIII — початку XX столітті у супроводі кобзи, ліри, торбану чи бандури.
Перший відомий варіант пісні опублікував композитор Олександр Сєров у 1861 році в журналі «Основа». Він рекомендував пісню для створення окремої симфонії.
Пісню професійно записували Михайло Гришко, Борис Гмиря, Федір Жарко, Микола Будник, Леся Дичко, Володимир Кушпет, Вероніка Мосевич, Віктор Лісовол, Микола Товкайло, Анатолій Бродін, Євген Дигас, Сергій Захарець, Володимир Кальнін, Григорій Терлецький, Георгій Ткаченко та інші.
Основу мелодії пісні використано в третій частині «Української симфонії» Михайла Колачевського. Пісню перероблював Микола Лисенко у двох варіаціях. Українська композиторка Лариса Донник перевела її для виконання жіночим хором. На слова пісні була написана перша частина героїко-драматичної кантати Лесі Дичко «Червона калина».
Пісня була популярна на заході України на початку XX століття.

## Опис

### Записи
Пісня відома за різними варіаціями запису з XIX століття. Вперше опублікована у журналі «Основа» у квітні 1861 року композитором Олександром Сєровим. Записана з-під Перекопу на Херсонщині. Окремий запис опублікував Платон Лукашевич 1872 року з Переяслава. Запис тексту також здійснювали Микола Гоголь, Олександр Афанасьєв-Чужбинський, Микола Лисенко, Софія Тобілевич та інші.
У симфонічному виконанні мелодія пісні «Побратався сокіл з сизокрилим орлом» звучить в третій частини теми «Української симфонії» 1876 року Михайла Колачевського. Музикознавець Лідія Корній зауважує: «Зміст пісні й визначив сумно-ліричну музичну образність третьої частини, яка немовби розкриває важку долю України». Пісню також перероблював Микола Лисенко у двох варіаціях. Українська композиторка Лариса Донник перевела пісню для виконання жіночим хором 1990 року.
Перший грамофонний запис пісні здійснено 1911 року у виконанні тріо Піддубний, Лапін, Грушко. Також пісня була записана у виконанні баритону Михайла Гришка в аранжуванні Бориса Лятошинського 1937 року. Надалі її професійно записували Федір Жарко, Борис Гмиря, Микола Будник, Леся Дичко, Володимир Кушпет та Віктор Лісовол.
У виконанні пісні Борис Гмиря виявляє епічне розгортання сюжету. Він виконує пісню до щільного завмирання фраз наприкінці кожного куплету, чим нагадує про традиційні засоби виконання схожих пісень лірниками.
Пісня «Побратався сокіл з сизокрилим орлом» увійшла до героїко-драматичної кантати Лесі Дичко на тексти старовинних українських пісень XIV—XVII століть для мішаного хору, солістів, двох фортепіано, арфи та ударних — «Червона калина» 1968 року. У стилі виконання Лесі Дичко на противагу кордоцентричності від початку першої частини пісні, голос проявляється у виразній наспівності сольного тенора, прозорості фактури, в процесі розгортання твору його розвиток дедалі більше ускладнюється. Насичується дисонансністю акордова вертикаль.
У своєму репертуарі композиції включали Анатолій Бродін, Євген Дигас, Володимир Кальнін, Григорій Терлецький, Георгій Ткаченко та інші.

## Стиль виконання
Пісня є серйозною, тужливою в роздумах з величною урочистістю цілком відповідно до тексту. Прикінцеві два такти мелодії в образі можна часто побачити в українських піснях зверненнях, які начебто малюють музикою широкий степ з її епічним спокоєм, та органічно відповідаючи цій широті життя козацького побуту.
Початок пісні в мінорі, мелодія в третьому та четвертому такті переходить в паралельний мажор з тоном великої терції тонального акорду. Цей музичний стан залишається на весь п'ятий такт, а на шостий та сьомий і восьмий знову в початковому мінорному тоні. Рівновага мінора та мажора надає твору ознаку логічного складу у спокійному характері у відношенні до модуляції. Окремий мелодичний малюнок місці мотивів може бути виробленим в симфонію.

## Сюжет
Пісня «Побратався сокіл» вважається алегоричною, і відбиває історичні реалії України XVIII століття. Як зазначає Лідія Корній, «в алегоричних образах цієї пісні розкриваються трагічні події — напади турків на українські села».
Основою сюжету пісні є козацьке побратимство та бажання мандрівок «в чужу сторононьку шукать таланоньку»; йдеться про козацький край з бажанням повернутись до нього, ностальгія за волею. У пісні оповідається про те, що сокіл, відлітаючи, залишив соколят під опікою орла. Вони підростають та вилітають з гніздечка. Їх забрали чужі пани чужої країни та подарували турецькому, східному або невірному чи московському царю. Під соколятами маються на увазі українці. 
Традиційно також пояснюється, що шукач «таланоньки» або забариться, або повернеться в розумінні тяжкої долі покинутих дітей. У найгіршому варіанті шукач щастя на чужині може й загинути. В останній строфі ставиться прохання до орла навчити дітей не шукати щастя на чужині, як це зробив їх батько. «Орел» не став «в чужій сторіноньці шукати таланоньку». Сокіл просить орла передати ці слова його дітям, оскільки він літав вище, вже бачив й знав наперед, що в чужій стороні не знайти щастя, а якщо служити чужій стороні, то не буде щастя ні тобі, ні твоїм дітям, ні рідній землі.
В окремих записах вживається Україна в множині, алегоричні вислови. Онім Україна з часом втратив чітку географічну співвіднесеність і набув апелятивного значення «чужий, далекий край».

### Звукозаписи

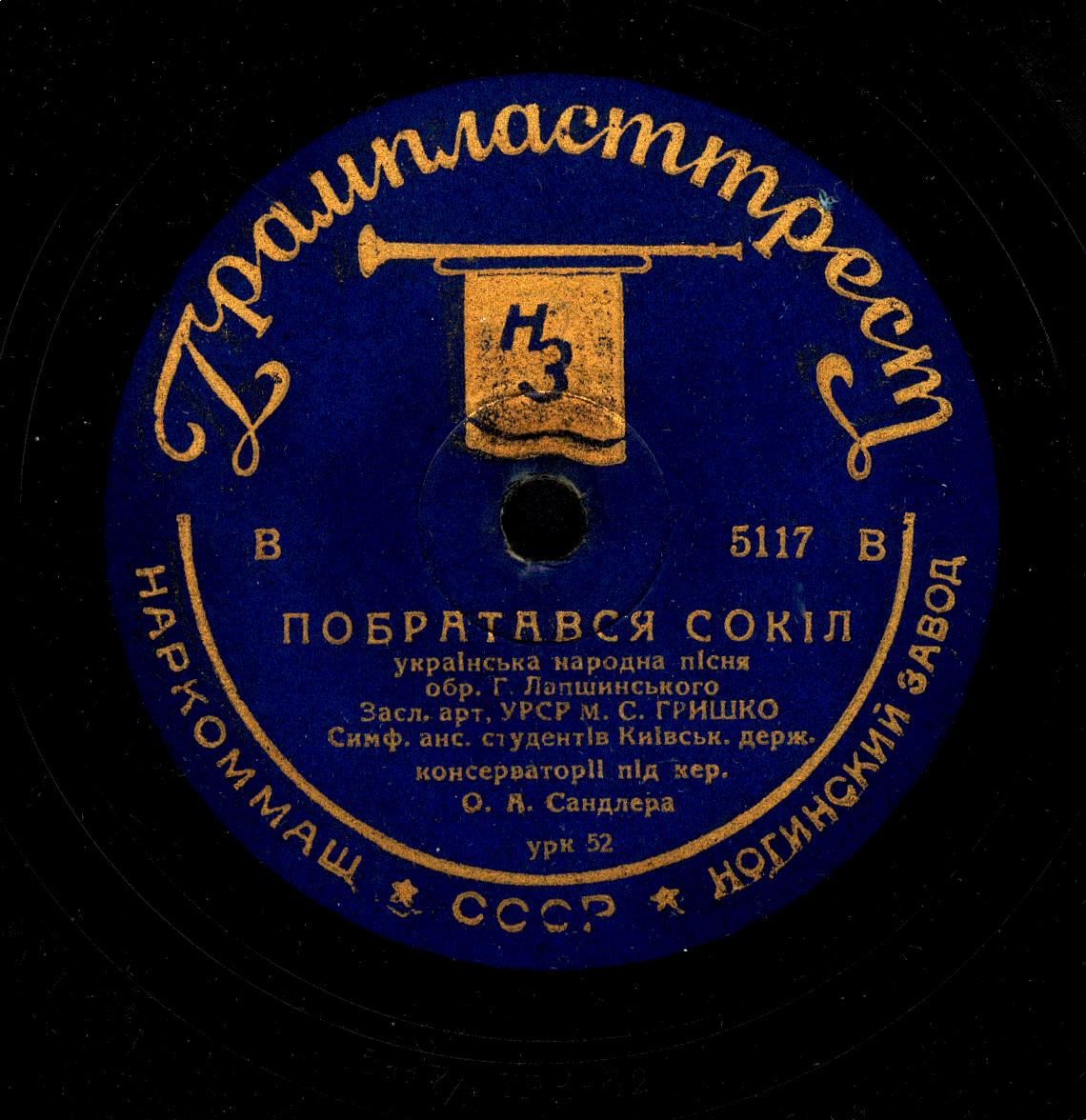
Обкладинка платівки Михайла Гришка (1937)

- Пиддубный, Лапин, Грушко — Побратався сокил. Гранд (25 см). 2-64129. 1911
- Михайло Гришко — Побратався сокіл.  Ногинський завод. Київ. 1937
- Федір Жарко — Побратався сокіл — LP, 10. Мелодія. 33Д—11389. Київ. 1964—1868
- Леся Дичко — Кантати.  Побратався сокіл з сиозикрилим орлом CD
- Микола Будник – Гей, На Чорному Морі... Побратався сокіл. Арт Велес – AVE 008. 2001
- Володимир Кушпет. Виконавська традиція співців-музик XVIII-початку XX ст. Кобза, ліра, торбан, бандура. Колекційне перевидання. Побратався сокіл (за автентичним кобзарським жанровим визначенням — «вулична» пісня) — у супроводі бандури — CD. 2009